# Рунии
Ру́ния (санскр. रूनिय, IAST: Rūniya) — y индусов гористых местностей северной Индии особый вид демонов-«бхутов» — демоны лавин и обвалов почвы .
Руния являются ночью, восседая верхом на огромной скале, как на лошади.
Если Руния полюбит какую-нибудь женщину, то дух его является ей в сновидениях, она начинает чахнуть и умирает.